# Viksjöfors
Viksjöfors är en tätort på gränsen mellan Ovanåkers distrikt (Ovanåkers socken) och Alfta distrikt (Alfta socken) i Ovanåkers kommun, Gävleborgs län (Hälsingland).

## Befolkningsutveckling
| Befolkningsutvecklingen i Viksjöfors 1960–2020 | Befolkningsutvecklingen i Viksjöfors 1960–2020 | Befolkningsutvecklingen i Viksjöfors 1960–2020 | Befolkningsutvecklingen i Viksjöfors 1960–2020 | Befolkningsutvecklingen i Viksjöfors 1960–2020 |
| ---------------------------------------------- | ---------------------------------------------- | ---------------------------------------------- | ---------------------------------------------- | ---------------------------------------------- |
|                                                |                                                |                                                |                                                |                                                |
| År                                             |                                                |                                                | Folkmängd                                      | Areal (ha)                                     |
| 1960                                           | 1960                                           |                                                | 366                                            |                                                |
| 1965                                           | 1965                                           |                                                | 310                                            |                                                |
| 1970                                           | 1970                                           |                                                | 294                                            |                                                |
| 1975                                           | 1975                                           |                                                | 327                                            |                                                |
| 1980                                           | 1980                                           |                                                | 339                                            |                                                |
| 1990                                           | 1990                                           |                                                | 305                                            | 63                                             |
| 1995                                           | 1995                                           |                                                | 296                                            | 64                                             |
| 2000                                           | 2000                                           |                                                | 275                                            | 64                                             |
| 2005                                           | 2005                                           |                                                | 278                                            | 64                                             |
| 2010                                           | 2010                                           |                                                | 244                                            | 63                                             |
| 2015                                           | 2015                                           |                                                | 264                                            | 89                                             |
| 2020                                           | 2020                                           |                                                | 257                                            | 87                                             |
|                                                |                                                |                                                |                                                |                                                |

## Personer från orten
Artisten Håkan Berg och landslagsspelaren i fotboll, Jenny Hjohlman, kommer från Viksjöfors.